# Ohaba-Mâtnic, Caraș-Severin
Ohaba-Mâtnic este un sat în comuna Copăcele din județul Caraș-Severin, Banat, România.

## Personalități
- Cornel Hațegan (n. 1940), fizician, membru al Academiei Române.

## Legături externe

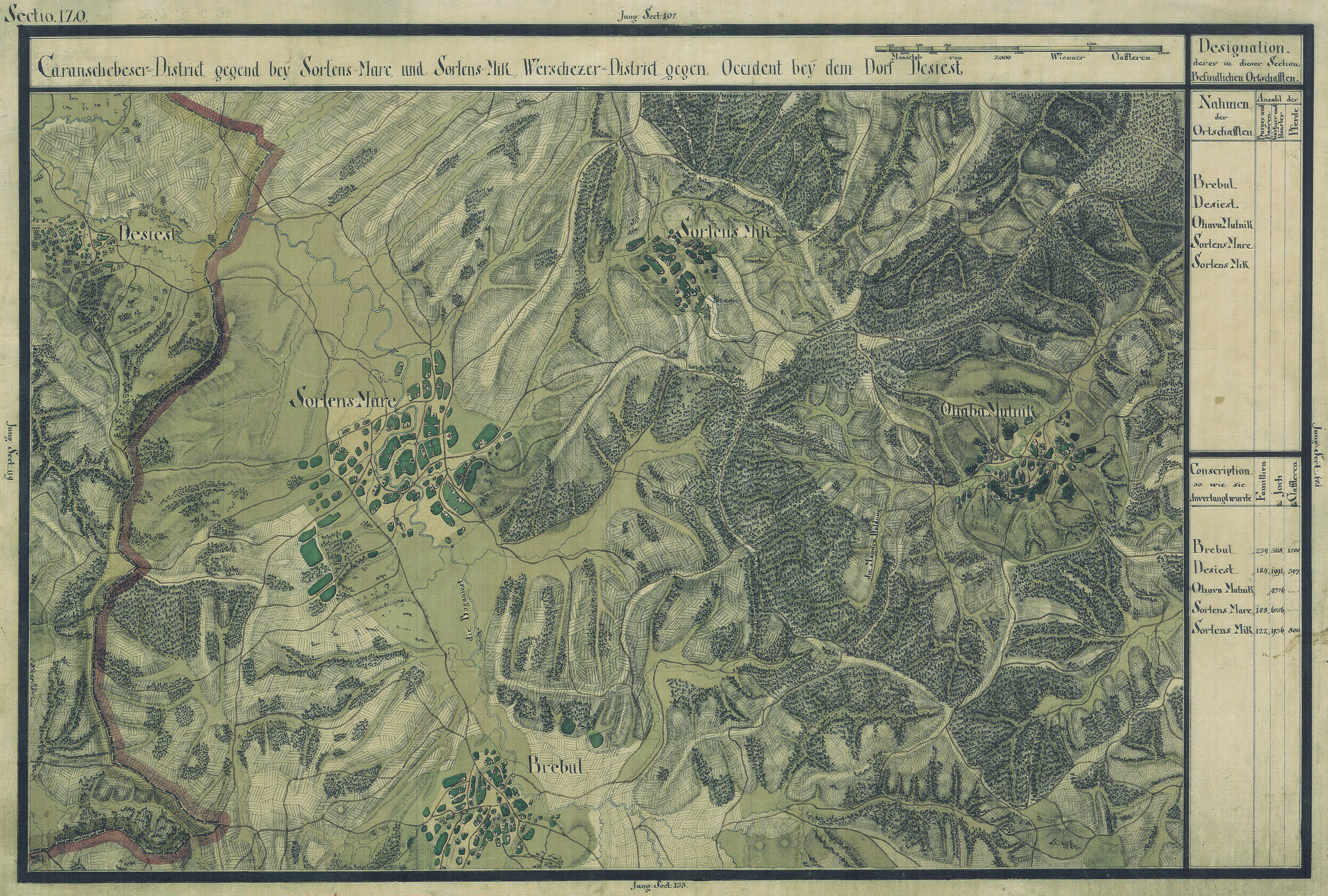
Ohaba-Mâtnic în Harta Iosefină a Banatului, 1769-72